# 小山市役所
小山市役所（おやましやくしょ）は、日本の地方公共団体である小山市の組織が入る施設（役所）である。

## 本庁舎
2021年3月12日に完工し、首長らを招いて4月17日に竣工式を行い、大型連休中に引っ越し作業を行って、5月6日に開庁式を挙行した。
- 〒323-8686 栃木県小山市中央町一丁目1番1号

部局配置
窓口機能は1 - 3階に配置している。
| 階  | 部局等 |
| --- | --- |
| 8階 | 倉庫、設備機器 |
| 7階 | 小山市議会（事務局・議場・議員控室等）、監査委員事務局、選挙管理委員会                                                                                         |
| 6階 | シティプロモーション課、総合政策課、財政課、自然共生課、人権・男女共同参画課、職員課、行政総務課、行政改革課、管財課、秘書課、危機管理課、市長室、災害対策本部 |
| 5階 | 教育総務課、学校教育課、生涯学習課、文化振興課、教育委員会室、教育長室、工業振興課、商業観光課、農村整備課、農政課、農業委員会事務局、情報政策課、入札室       |
| 4階 | 建築指導課、都市計画課、まちづくり推進課、公園緑地課、市街地整備課、建築家、治水対策課、道路課、上下水道総務課、上下水道施設課                                 |
| 3階 | 子育て家庭支援課、こども課、健康増進課、高齢生きがい課、母子健康包括支援センター、検診室、栄養指導室                                                           |
| 2階 | 資産税課、市民税課、福祉課、環境課、国際政策課、市民生活安心課、上下水道お客さまセンター                                                                       |
| 1階 | 総合受付、市民課、納税課、国保年金課、足利銀行小山市役所出張所、ヤマザキショップ小山市役所新庁舎店                                                             |

### アクセス
JR小山駅西口（東北新幹線、宇都宮線、水戸線、両毛線）から祇園城通りを西へ徒歩10分。国道4号城山町歩道橋前。

### 開庁時間
月曜日から金曜日の8時30分から17時15分（祝日・年末年始除く）
- 市民課延長窓口：火曜日と木曜日の17時15分から19時（祝日・振替休日・年末年始除く）[11]
- 市民課休日窓口：第2・第4日曜日の8時30分から17時15分（祝日・振替休日・年末年始除く）[11]

## 旧庁舎

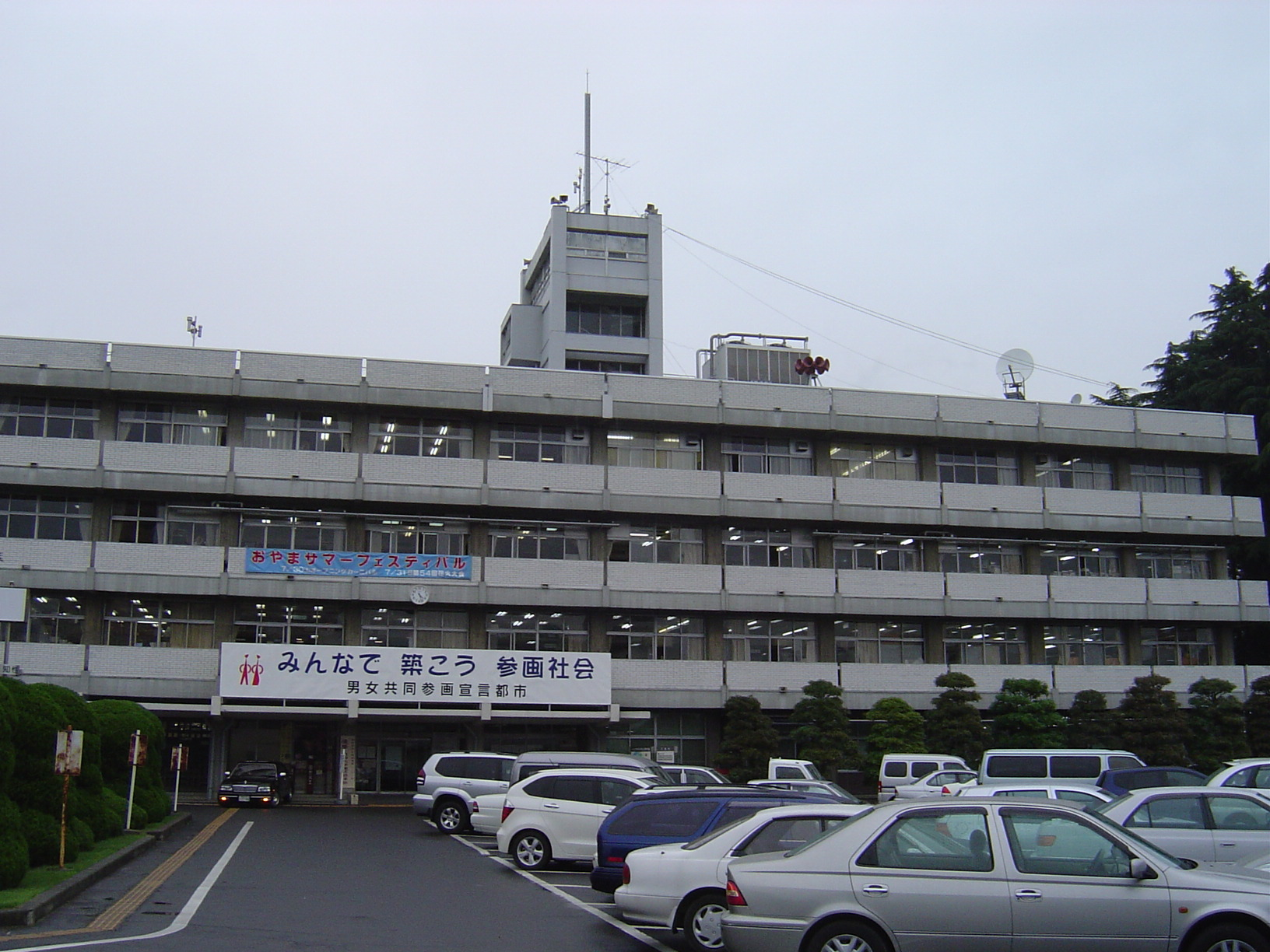
旧本庁舎（1964-2021）

1964年に完成した鉄筋コンクリート構造地上4階地下1階建ての庁舎であった。旧庁舎は新庁舎の隣にあり、新庁舎が開庁した後の2021年夏から解体が始まり、2022年1月に姿を消した。
旧庁舎で使っていた机・椅子・戸棚などの備品は、1点100円で市民らに販売された。
本庁舎
| 階 | 概要 |
| -- | --- |
| 4F | 監査委員事務局、選挙管理委員会 |
| 3F | 秘書広報課（まちの話題、ご意見紹介、Q&A、広報おやま、イベント）、企画調整課、行政政策課、財政改革課、行政経営課、職員活性課、管財課          |
| 2F | IT推進課、市民生活課、生活安心課、環境課、農政課、農村整備課、商業観光課、建設監理課、土木課、都市計画課、新都市整備推進課、農業委員会事務局 |
| 1F | 市民税課、資産税課、納税課、市民課、国保年金課、出納室、議事課                                                                               |

別館
| 階 | 概要                                     |
| -- | ---------------------------------------- |
| 3F | 人権推進課、男女共同参画課、建築課       |
| 2F | 消費生活センター、工業振興課、区画整理課 |
| 1F | 社会福祉協議会                           |

文化センター
- 文化センター、中央公民館
- 教育委員会総務課、学校教育課、生涯学習課、文化振興課

### 保健・福祉センター
所在地
- 小山市中央町2丁目2番21号

業務内容
- 福祉課、こども課、子育て支援課、高齢生きがい課、健康増進課

## 出張所・公民館
| 出張所・公民館       | 所在地                            | 備考 |
| -------------------- | --------------------------------- | ---- |
| 大谷出張所・公民館   | 大字横倉499番地6                  |      |
| 間々田出張所・公民館 | 大字間々田1960番地1               |      |
| 生井出張所・公民館   | 大字生良1054番地2                 |      |
| 寒川出張所・公民館   | 大字中里869番地1                  |      |
| 豊田出張所・公民館   | 大字松沼467番地                   |      |
| 中出張所・公民館     | 大字下河原田864番地               |      |
| 穂積出張所・公民館   | 大字萩島61番地                    |      |
| 桑出張所・公民館     | 大字羽川858番地1                  |      |
| 絹出張所・公民館     | 大字福良1119番地1                 |      |
| 小山東出張所         | 犬塚3丁目1番地3                   |      |
| 小山城南出張所       | 東城南4丁目1番地12                |      |
| 生涯学習センター     | 中央町3丁目7番1号 ロブレ6階       |      |
| 中央公民館           | 中央町1丁目1番1号 文化センター1階 |      |